# Kathiri
Kathiri (en árabe: ٱلْكَثِيْرِي‎, romanizado: al-Kathīrī), oficialmente la Dinastía Hadhrami Kathiri en Seiyun o el Sultanato de Seiyun (en árabe: ٱلسَّلْطَنَة ٱلْكَثِيْرِيَّة - سَيْؤُوْن‎, romanizado: al-Salṭanah al-Kathīrīyah - Sayʾūn), era un sultanato en la región de Hadhramaut en el sur de la península arábiga, en lo que hoy es parte de Yemen y la gobernación de Dhofar en Omán .

## Historia
El estado de Kathiri fue establecido en 1395 por Badr as-Sahab ibn al-Habrali Bu Tuwairik, quien gobernó hasta c. 1430
. Los Kathiri conquistaron Ash-Shihr en la década de 1460.

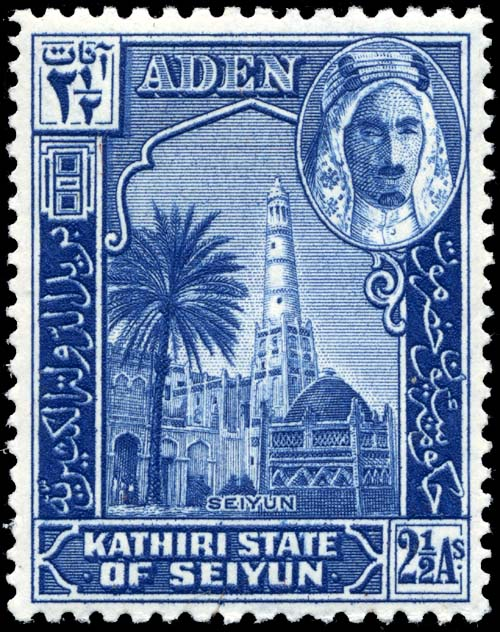
Un sello postal de 1942 muestra al sultán y la capital.

El territorio habitado por esta tribu era anteriormente extenso y se extendía desde los distritos de Aulaqi al oeste hasta la tribu Maliri al este, e incluía los puertos marítimos de Mukalla y Shihr. Las guerras civiles provocaron la interferencia de los Yafai, y gran parte del territorio Kathiri quedó bajo el dominio de los Kasadi y Qu'aiti. Los Kathiris finalmente quedaron restringidos a una pequeña porción del interior de Hadhramaut con su capital en Seiyun (Say'un).
A finales de 1883, el sultán Abdulla bin Salih, uno de los Kathiri Shaikhs, visitó al residente en Adén. Su objetivo principal era determinar qué actitud mantendría el gobierno británico en caso de que los Kathiri atacaran los Qu'aiti con miras a recuperar los puertos de Shihr y Mukalla. Abdulla bin Salih también visitó Zanzíbar con la intención de intrigar al ex Naqib de Mukalla, de quien, sin embargo, no logró obtener ninguna ayuda material. 
En marzo de 1884, el gobierno de la India ordenó que se advirtiera a los Kathiri que un ataque contra Shihr y Mukalla lo verían con gran disgusto y que, de ser necesario, enviaría una cañonera para apoyar al gobernante Qu'aiti. Posteriormente se aseguró públicamente al Jamadar de Shihr y Mukalla que el Gobierno lo apoyaría en caso de cualquier ataque a sus puertos.
En 1895, los Kathiri capturaron el puerto de Dhufar expulsando al gobernador, que se retiró a Mirbat. En 1897 se recuperó el puerto. Eliminado En 1918, una "larga disputa entre Qu'aiti y Kathiri se resolvió, con la ayuda de la Residencia de Aden, mediante la conclusión de un Acuerdo entre las partes, por el cual los Kathiri acordaron aceptar como vinculante para ellos el tratado de 1888 entre los Qu'aiti y el Gobierno británico y también aceptó el arbitraje del Gobierno británico en la solución de futuras disputas.
El sultán Mansur bin Ghalib murió en La Meca en mayo de 1929 y fue sucedido por su hijo Ali bin Mansur.
El estado de Kathiri declinó unirse a la Federación de Arabia del Sur, pero permaneció bajo protección británica como parte del Protectorado de Arabia del Sur . Al final de la existencia del Sultanato, sus dos ciudades principales, Say'un y Tarim, dependían financieramente casi por completo de las propiedades de Kathiri en Yakarta y Singapur. Al-Husayn ibn Ali, sultán Kathiri desde 1949, fue derrocado en octubre de 1967, y al mes siguiente el antiguo sultanato pasó a formar parte del recién independizado Yemen del Sur.
El primer primer ministro de la historia de Timor Oriental, Mar'ī al-Kathīrī, es descendiente de tercera generación de inmigrantes de Kathiri, parte de una importante migración de hadhramis al sudeste asiático en los siglos XIX y XX. Esto se refleja en su nombre 'Alkatiri'. El activista indonesio de derechos humanos Munir Said Thalib también es descendiente de inmigrantes de Kathiris.